# Губа Нольде
Губа́ Но́льде — залив Восточно-Сибирского моря, расположенный на границе Чаунского и Шмидтовского районов Чукотского автономного округа России.
Была обследована и нанесена на карту 13 сентября 1911 года, получила название в честь первооткрывателя полярного исследователя барона Б. А. Нольде.

## Топография
С севера и северо-востока губа прилегает к полуострову Аачим, на западе — к полуострову Перкайон, на юге ограничена дельтой реки Кэвеем, на востоке — аллювиальной долиной реки Пегтымель. Высшая точка в районе участка — гора Перкайон (303 м).
Расстояние до посёлка Мыс Шмидта составляет 300 км, до города Певек — 115 км.

## Гидрология
Акватория губы отделена от берега нешироким галечным пляжем и участками прибрежных низменностей, в которых часто встречаются небольшие, но глубокие термокарстовые озёра.
Акватория залива свободна ото льда с июля по сентябрь, при этом отмечается частый заход дрейфующих льдин. Граница паковых льдов проходит в среднем в 50 км севернее.

## Климат
Климат в районе участка арктический, суровый. Среднемесячная температура воздуха зимой составляет от −25 до −28 °C при абсолютном минимум −45 °C, безморозные периоды не фиксировались. Среднемесячные температуры воздуха летом от +1,7 °C до +3,2 °C, часты туманы. Снежный покров устанавливается как правило в конце сентября, но иногда и на месяц раньше.
В любое время года постоянно дуют сильные ветры, ясная и спокойная погода редко держится более одних суток.

## Фауна
Особенностью прибрежной фауны является место гнездования здесь множества птиц, всего их обнаружено 46 видов из 8 отрядов. Из млекопитающих обитают — белый медведь, морж, кольчатая нерпа, песец, заяц-беляк, лемминг.